# Airy (kráter na Marsu)
Airy je impaktní kráter na povrchu Marsu. Nachází se v něm malý kráter Airy-0, jenž slouží jako referenční bod pro nultý poledník Marsu. Pojmenován byl po britském astronomovi siru Georgeovi B. Airym.

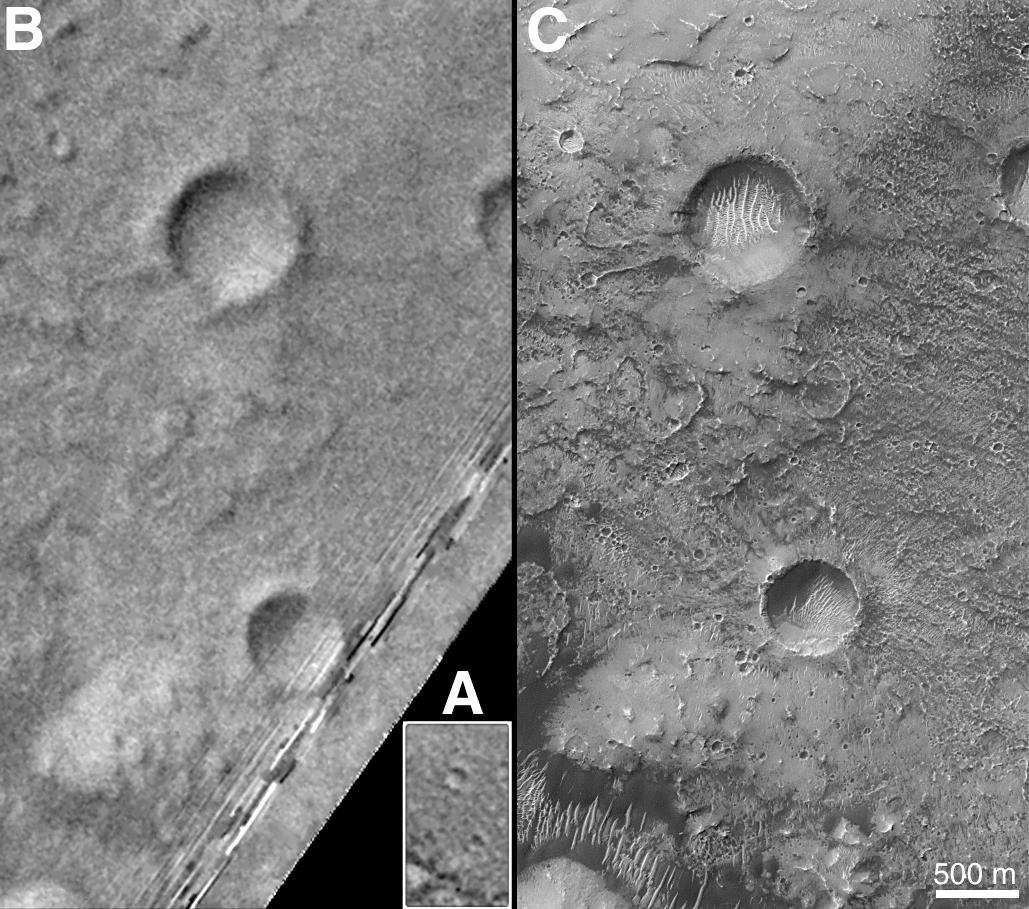
Tři fotografie kráteru Airy-0 pořízené sondami Mariner 9 (obrázek A), Viking 1 (B) a Mars Global Surveyor (C).